# LZI-1000
LZI-1000 – imitator celu powietrznego LZI-100.

## Opis
Imitator celu powietrznego jest to pocisk rakietowy, który składa się z następujących połączonych ze sobą elementów:
- tulei polistyrenowej, odpornej na obciążenia dynamiczne, wyposażonej w zapalnik zabezpieczony zawleczką;
- właściwego imitatora celu powietrznego, w którym jest odbijacz (spadochron).

W tulei polistyrenowej znajduje się kadłub pocisku rakietowego (rakiety), w którym mieści się silnik rakietowy na paliwo stałe i odbijacz z gwiazdką świetlną. Obydwa te zespoły mieszczą się w tulei aluminiowej, składającej się z dwóch części. Każda tuleja jest zapakowana w zgrzewanej folii.
W skrzynce drewnianej, przeznaczonej do przewożenia imitatorów, znajduje się 12 zapakowanych w wyżej podany sposób kompletów.
Pocisk rakietowy można odpalić bez dodatkowych urządzeń startowych, ponieważ odrzut jest nieznaczny. Odpalać go należy pod kątem 75-80°. Kąt strzału (startu) można szybko nadać za pomocą pokrytego substancją samoświecącą wahadła umieszczonego na tulei polistyrenowej.
Konstrukcja imitatora umożliwia łatwą obsługę i niezawodne działanie.
Po upływie 10 s ładunek prochowy wyrzuca z pocisku rakietowego odbijacz (spadochron) z gwiazdką świetlną na wysokość ok. 600 m. Gwiazdka świetlna świeci przez co najmniej 25 s. Umożliwia to szybkie wykrycie imitatora wzrokiem i radiolokacyjne określenie (lokację) jego położenia jako celu powietrznego.

## Dane techniczne
- masa: ok. 700 g
- średnica: 47 mm
- długość: 350 mm
- masa skrzynki z 12 imitatorami: ok. 14 kg
- czas lotu pocisku rakietowego: ok. 10 s
- wysokość, na której następuje wyrzucenie imitatora celu: ok. 600 m
- czas palenia się gwiazdki świetlnej: ok. 25 s
- czas opadania imitatora na wysokość h=300 m: ok. 60 s
- kąt startu (strzału): 75–80°
- skuteczna powierzchnia odbicia δ odbijacza w przedziale długości fali elektromagnetycznej λ od 2–3 cm: 600 cm²

## Przeznaczenie
Imitator celu powietrznego LZI-1000 jest przeznaczony do szkolenia (trenowania) obsług systemów przeciwlotniczych. Dzięki odpowiedniej charakterystyce promieniowania wtórnego odbijacza (odpowiednika tzw. odbijacza kątowego) imituje on rzeczywiste samoloty przeciwnika o skutecznej powierzchni odbicia δ=600 cm² i umożliwia zlokalizowanie go (określenie położenia) jako celu przez urządzenie radiolokacyjne na odległość do 5 km, odpowiadającej odległości, w jakiej należy wykryć i zniszczyć cel powietrzny.
Zastosowanie imitatora celu powietrznego przynosi znaczne oszczędności w środkach materiałowo-technicznych i nie wymaga angażowania licznych obług sprzętu.

## Sposób użycia
W celu odpalenia i wystrzelenia imitatora należy, po wyjęciu go ze skrzynki:
- zdjąć z tulei aluminiowej folię zgrzewaną i wyjąć imitator;
- trzymając za tuleję polistyrenową skierować imitator w stronę przestrzeni powietrznej, w której zamierza się umieścić cel powietrzny;
- nadać imitatorowi kąt podniesienia 75-80° za pomocą wahadła przymocowanego do tulei polistyrenowej i odpalić, wyciągając zawleczkę.